# Стеклопрофилит
Стеклопрофилит (профильное стекло, u-glass) — это строительный материал предназначенный для внутренней и наружной отделки зданий, для устройства светопрозрачных ограждающих конструкций в промышленном и гражданском строительстве. Представляет собой стеклянное изделие П-образной формы, которое изготавливается методом непрерывного вытяжения из щелочно-силикатного стекла. Далее происходит формирование стеклянного профиля.
Производится множество различных серий стеклопрофилита, которые отличаются по видам поверхности, по геометрическим характеристикам, по наличию специальных покрытий (теплоизоляционное, солнцезащитное, цветное). Это обуславливает его широкую область применения в проектировании различных архитектурных и дизайнерских решений.
П-образная форма сечения стеклопрофилита придает материалу прочность и жесткость, а также наделяет его некоторыми другими свойствами:
- возможность устройства ограждающих светопрозрачных конструкций длиной до 7 метров без дополнительного крепления;
- возможность радиусного остекления;
- легкость монтажа;
- высокие показатели теплоизоляции при двойном монтаже;
- множество различных вариантов установки.

## Область применения
1. В качестве ограждающих светопрозрачных конструкций зданий и сооружений
2. В качестве облицовочного материала стен
3. В качестве внутренних перегородок
4. В качестве декоративных элементов фасадов и интерьеров

## Метод изготовления
Стекольную массу получают при помощи современных печей, использующих кислородное топливо. Далее расплав стекла отправляется на конвейер непрерывной лентой, где при помощи вальцов ему придается П-образная форма и определенная толщина (6 или 7 миллиметров). Затем охлажденный стеклопрофилит нарезают до необходимой длины.
Такой метод изготовления стеклопрофилита позволяет придавать ему фактурную поверхность, с различными рисунками и степенью прозрачности, что дает возможность получить различные визуальные эффекты.